# Awaria – córka gliniarza
Awaria – córka gliniarza (org. Авария – дочь мента) – radziecki dramat kryminalny z 1989 roku w reżyserii Michaiła Tumaniszwiliego. 

## Opis fabuły
Tytułowa "Awaria" to nastolatka Waleria o takim przezwisku, żyjąca w Moskwie w szczytowym okresie "pieriestrojki". Jej ojciec jest porucznikiem stołecznej milicji (stąd tytuł). "Awaria" to typowa, zbuntowana nastolatka, dla której autorytet rodziców i szkoły niewiele znaczy. Jej prawdziwe życie to ulica i młodzieżowa subkultura heavymetalowców – skórzana kurtka, dżinsy i muzyka. Nie rozumie i nie akceptuje systemu komunistycznych wartości ZSRR opartych według niej i jej rówieśników na kłamstwie i propagandzie. Jej postawa nie znajduje akceptacji pośród jej najbliższej rodziny: ojca milicjanta, matki despotki i dziadka weterana oraz szkolnych nauczycieli. Niepokorna dziewczyna robi wszystko aby pokazać wszystkim, że świat komunistycznej obłudy w której żyje już się dla niej nie liczy. Z wielu opresji i kłopotów w które popada zawsze wyciąga ją ojciec milicjant. Pewnego dnia "Awaria" wsiada do samochodu kilku mężczyzn "spragnionych rozrywki". Zawożą ją do mieszkania, gdzie próbują zgwałcić. Zanim to jednak następuje, dziewczyna wzywa na pomoc przez telefon swojego ojca udając, że rozmawia z koleżanką, którą zaprasza na seksparty. Ojciec przybywa na czas i wybawia córkę z opresji. Jednak niedoszli gwałciciele pałają żądzą zemsty za uznane upokorzenie. Pewnego dnia porywają "Awarię" z ulicy i rzeczywiście gwałcą. Jej ojciec milicjant, rozpoczyna prywatne śledztwo w celu odnalezienia sprawców, nie pozwala "Awarii" na wymierzenie sprawiedliwości na własną rękę – udaremnia jej kradzież służbowej broni. Wtapiając się w tłum moskiewskiej, młodzieżowej subkultury, odnajduje sprawców gwałtu, w momencie, kiedy ci ponownie porywają podążająca ich śladem "Awarię". Po karkołomnym, samochodowym pościgu, na skutek wypadku gwałciciele giną w płonącym samochodzie, ojciec milicjant uchodzi cało, a sprawiedliwości staje zadość.

## Obsada aktorska
- Oksana Arbuzowa – Waleria Nikołajewa ("Awaria")
- Władimir Iljin – porucznik Aleksiej Nikołajew - ojciec Walerii
- Anastasija Wozniesienska – Wiera Nikołajewa - matka Walerii
- Nikołaj Pastuchow – dziadek Walerii
- Lubow Sokołowa – nauczycielka historii
- Aleksandr Potapow – milicjant Nikołaj
- Igor Niefiodow – gwałciciel "Łysy"
- Alisa Prizniakowa – koleżanka szkolna Walerii
- Jan Puzyrewski – szkolny kolega Walerii
- Oleg Cariow – przywódca gwałcicieli
- Borys Romanow – Andriej Olegowicz (mężczyzna, który przygarnął Walerię na noc)
- Siergiej Worobiow – gwałciciel "Bob"
- Jurij Szumiło – gwałciciel "Alik"
- Aleksandr Załdostanow – motocyklista

i inni.